# Corrector
Corrector (von lateinisch corrigere „verbessern“) war in der römischen Kaiserzeit und der Spätantike seit dem Ende des 3. Jahrhunderts die offizielle Amtsbezeichnung für die kaiserlichen Statthalter, die zuvor als legati Augusti pro praetore ad corrigendum statum in die Provinzen entsandt wurden. Sie waren in der Regel senatorischen Ranges und übten vor allem in den senatorischen Provinzen das imperium maius des Kaisers aus, um Reformen in Verwaltung und Verfassung voranzutreiben und umzusetzen. Insbesondere verfügten sie über das den senatorischen Provinzverwaltern entzogene Recht, Maßnahmen in den freien Gemeinden, den civitates liberae, anzuordnen; auch konnten sie die Stelle des Prokonsuls in den Senatsprovinzen einnehmen.

## Aufgaben
Ein corrector wurde seit der Zeit Trajans ursprünglich vom Kaiser beispielsweise bei groben Missständen in einer Provinz eingesetzt, etwa bei Fehlverhalten des Statthalters oder wenn der Posten des Statthalters nicht besetzt war. Die Befugnisse des correctors reichten fast an die eines Statthalters heran. In militärischer Hinsicht war aber seine Macht eingeschränkt, so wurden bei Vorkommnissen in den Legionen eigene Beamte herangezogen.
Unter Aurelian wurde Pomponius Bassus als corrector totius Italiae (Statthalter von ganz Italien) als Sonderbeamter eingesetzt. Erst im Zuge der diokletianischen Reformen wurde ganz Italia in feste Verwaltungsbezirke geteilt, welche sich von den Provinzen nur dadurch unterschieden, dass man für ihre Statthalter teilweise den in Italia bereits bekannten Titel corrector beibehielt. Sie erhielten aber wohl die volle Gewalt der übrigen Provinzialstatthalter, so dass sie wie diese die Zivilgerichtsbarkeit wie die Kriminaljustiz ausübten und die gesamte Verwaltung übernahmen.
Auch die römische Provinz Augustamnica in Ägypten hatte statt eines praeses einen corrector als Statthalter.